# Anneli Drecker

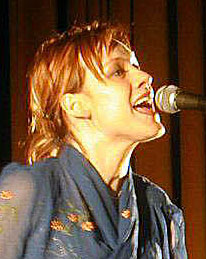
Anneli Drecker

Anneli Marian Drecker (Tromsø, 12 februari 1969) is een Duits-Noorse zangeres, actrice en musicus. In 1983 had zij een van de hoofdrollen in de Noorse film Søsken på Guds jord, in 1986 startte zij samen met twee anderen de groep Bel Canto en in 2004 was ze lid van de jury van de Noorse versie van Idols.

## Bel Canto
In 1986, op zestienjarige leeftijd, startte zij samen met Nils Johansen en Geir Jenssen de band Bel Canto, waarvan zij nog steeds de zangeres is. Het begon met een vraag van Johansen en Jenssen die haar vroegen om voor een van hun teksten een melodie te schrijven. Vervolgens maakte het drietal een demo die ze aanboden aan Europese platenlabels die in alternatieve muziek gespecialiseerd waren. Hun plan was om het project een jaar te geven, en uit elkaar te gaan als ze geen contract kregen met een platenmaatschappij. Het contract werd getekend bij het Belgische Crammed Discs. Na twee jaar verliet Geir Jenssen het trio, terwijl Drecker en Johansen doorgingen als duo. Hun doorbraak kwam in 1992 met het lied Shimmering, Warm and Bright. In 1993 ontvingen zij, samen met Johansen, een Helge Sunde, de NOPA-prijs voor het «werk van het jaar» voor Tierre Obletz.

## Solocarrière
In 2000 debuteerde zij als solo-artieste met het album Tundra, en vijf jaar later kwam het tweede album, Frolic. Voor de Festspillene i Harstad in 2002 schreef zij Memorium in opdracht. Drecker trad ook op als vocaliste op twee van de tournees van a-ha.

## Prijzen
- 1993: de NOPA-prijs voor het «werk van het jaar» voor Tierre Obletz, samen met Johansen en Helge Sunde (Bel Canto).
- 2008: Gammleng-prisen (open klasse)
- 2007: Nordlysprisen

## Discografie
- 2000: Tundra (soloalbum)
- 2002: How Can I Sleep With Your Voice In My Head (Livealbum met a-ha)
- 2005: Frolic (soloalbum)

### Singles
Van Frolic (2005)
- Stop This
- You Don't Have To Change

Van Tundra (2000)
- It's All Here
- Sexy Love
- All I Know

### Samenwerkingsprojecten
- 1989: Song Of Joy, Tsunematsu Matsui feat. Anneli Marian Drecker
- 1989: East On Fire, Foreign Affair (gastzangeres op 5 van 12 nummers)
- 1992: I'll Strangle You, Hector Zazou feat. Anneli Drecker & Gérard Depardieu (van het album Sahara Blue)
- 1994: Becoming More Like God, Jah Wobbles Invaders Of The Heart feat. Anneli Drecker (van het album Take Me To God)
- 1994: The Golden Core, Motorpsycho (van het album Timothy's Monster)
- 1997: Monsoon Baby, Inoran feat. Anneli Drecker (van het album Sou)
- 2000: Morning Glory met Simon Raymonde voor het eerbetoon aan Tim Buckley Sing a Song for You
- 2001: Sparks, Röyksopp (van het album Melody A.M.)
- 2002: Turn the Lights Down van a-ha (van het album Lifelines)
- 2003: The Nest, Ketil Bjørnstad (zingt een aantal van de nummers)
- 2009: Junior, Röyksopp (zingt 3 nummers)

## Film- en televisieoptredens
- 1983: «Søsken på Guds jord», ook bekend als «Children of God's Earth», de rol van Margit, drama, regie: Laila Mikkelsen
- 1986: «Makaroni Blues», de rol van de dochter van Vincenzo en Elsa, comedy, regie: Bela Csepcsanyi
- 1992: «Svarte pantere», ook bekend als «Rebels with a cause», de rol van Sonia, actiefilm, regie: Thomas Robsahm
- 2000: «Fråtseri», ook bekend als «Gluttony», actrice, regie: Margreth Olin
- 2000: «De 7 dødssyndene», «The 7 Deadly Sins», actrice, regie: Margreth Olin
- 2001: «Lime», cameo als bruid
- 2003: Lid van de jury van de Noorse versie van Idols, «Jakten på en superstjerne»
- 2003: «Kroppen min», muziek met Morten Abel, drama, regie: Margreth Olin